# ووبیا
ووبیا (به ایتالیایی: Vobbia) یک کومونه در ایتالیا است که در استان جنوا واقع شده‌است. ووبیا ۳۳٫۱ کیلومتر مربع مساحت و ۴۵۸ نفر جمعیت دارد و ۴۷۷ متر بالاتر از سطح دریا واقع شده‌است.